# Musée volcanologique

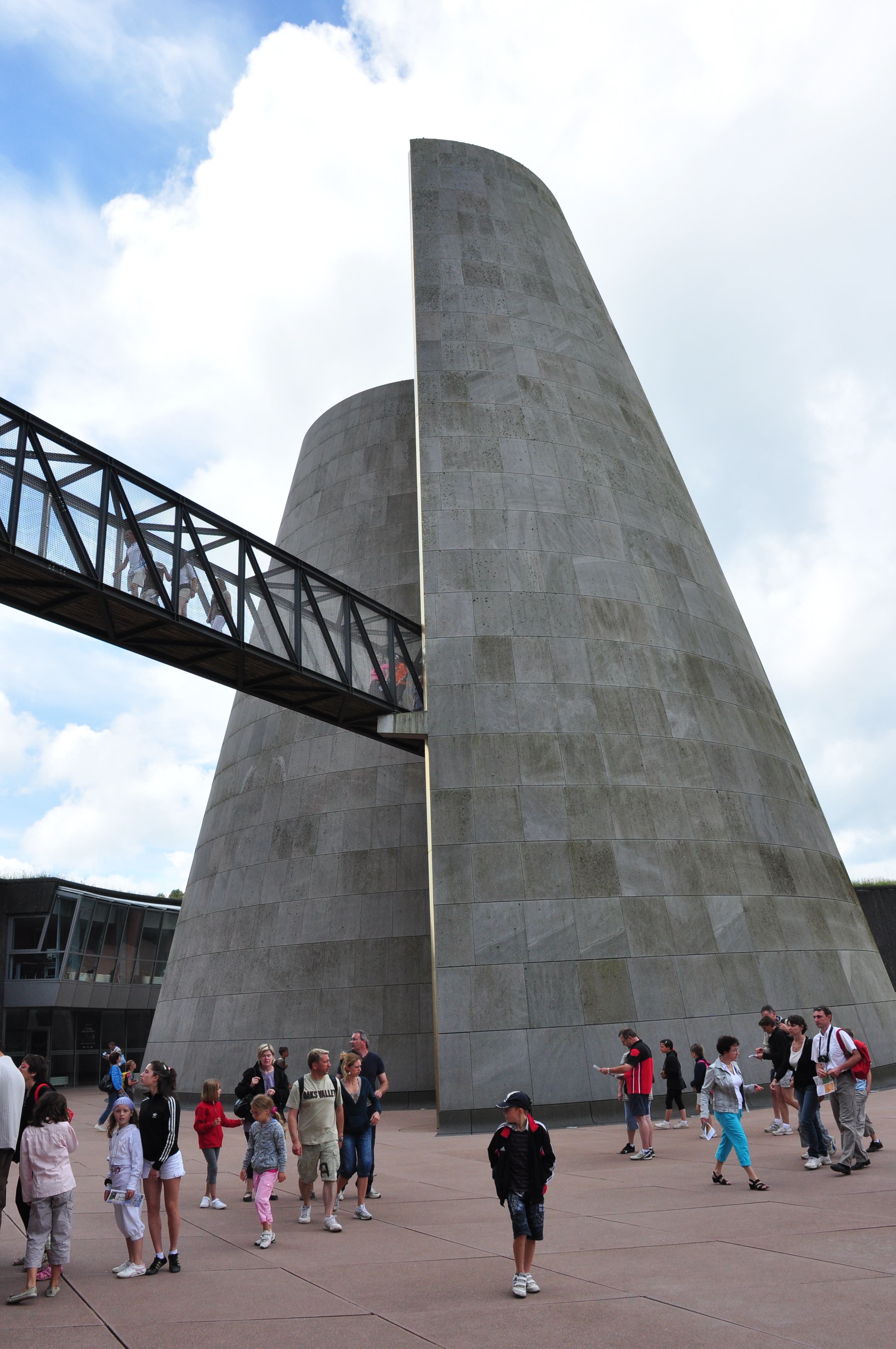
Vulcania, un musée volcanologique français.

Un musée volcanologique est un musée d'histoire naturelle s'intéressant particulièrement aux volcans. Il présente le volcanisme local, régional ou mondial en assurant la vulgarisation des grands principes de la volcanologie. Des roches volcaniques y sont souvent conservées et présentées sous un angle minéralogique.
Un certain nombre de musées volcanologiques s'intéressent à un foyer particulier, voire à une éruption spécifique. Ainsi le musée Franck-A.-Perret de Martinique couvre-t-il seulement l'éruption de la montagne Pelée en 1902. En Californie, le Loomis Museum se focalise sur les éruptions du pic Lassen de 1914 à 1917.

## Exemples
- Musée du volcan Asama – Préfecture de Gunma, Japon.
- Musée du volcan Aso – Préfecture de Kumamoto, Japon.
- Centre de découverte des sciences de la Terre – Martinique, France.
- Centre d'interprétation du volcanisme littoral – La Réunion, France.
- Cité du Volcan – La Réunion, France.
- Musée Franck-A.-Perret – Martinique, France.
- Jaggar Museum – Hawaï, États-Unis.
- Lava-Dome Mendig – Rhénanie-Palatinat, Allemagne.
- Loomis Museum – Californie, États-Unis.
- Musée volcanologique de Pantelleria – Sicile, Italie.
- Musée des volcans – Catalogne, Espagne.
- Muséum des volcans – Aurillac, Auvergne-Rhône-Alpes, France.
- Puy de Lemptégy – Auvergne-Rhône-Alpes, France.
- Vulcania – Auvergne-Rhône-Alpes, France.
- Vulkanhaus Strohn – Rhénanie-Palatinat, Allemagne.
- Vulkanmuseum Daun – Rhénanie-Palatinat, Allemagne.